# جياء (حبيش)

تعديل مصدري - تعديل

جياء هي إحدى قرى عزلة الصدر بمديرية حبيش التابعة لمحافظة إب، بلغ تعداد سكانها 735 نسمة حسب تعداد اليمن لعام 2004 تم ربطها بالعالم في 2017 عن طريق دخول شبكة العكام اللاسلكية للانترنت كان لذالك دور كبير في التقدم الحديث.